# Мунтяну, Наталия Андреевна
Наталия Андреевна Мунтяну (рум. Natalia Munteanu; род. 1 декабря 1993, Унгень, Молдова) — молдавская футболистка, вратарь, также выступающая на позиции полевого игрока. Игрок сборной Молдавии. Мастер спорта Молдовы (2010).

## Биография
Воспитанница спортивной школы города Унгены, первый тренер — Анатолий Петрович Бакалец. Несмотря на то, что основной позицией футболистки является вратарская, во многих матчах она играла в роли нападающего или на других позициях в поле.
Во взрослом футболе начала выступать в клубах чемпионата Молдавии. В 2011 году в составе команды «Голиадор-СШ-11» стала чемпионкой и обладательницей Кубка Молдавии, причём в финале Кубка против УТМ (1:0) забила решающий гол.
С 2012 года выступала в чемпионате Белоруссии за клуб «Надежда-Днепр» (Могилёв). В первых двух сезонах в основном играла в поле и отличалась высокой результативностью. Четырежды в играх с аутсайдерами забивала по 5 голов за матч, один из таких матчей был выигран со счётом 34:0. С 2014 года чаще играла на позиции вратаря. Становилась бронзовым призёром чемпионата Белоруссии в 2014, 2015, 2016 годах.
В 2017 году перешла в российский клуб «Дончанка» (Азов). Дебютный матч в чемпионате России сыграла 30 апреля 2017 года против «Енисея». Всего в высшей лиге России сыграла 6 матчей.
После вылета «Дончанки» из высшей лиги вернулась в Белоруссию, где в течение сезона выступала за «Неман». В 2019 году играла за молдавский клуб «Agarista-SS Анений Ной», в его составе принимала участие в матчах женской Лиги чемпионов. Провела 8 матчей, из которых 5 в поле и забила 4 гола при 2 результативных передачах. Ещё три игры сыграла в Лиге чемпионов, где отразила 1 пенальти.
Летом 2019 года перешла в румынский клуб «Университатя Галаць». С 2020 года играла в Белоруссии за «Динамо-БДУФК», с которым стала чемпионкой и обладательницей Кубка страны.
Выступала за молодёжную и национальную сборную Молдавии. В составе национальной сборной сыграла не менее 24 матчей в отборочных матчах чемпионатов мира и Европы. 6 апреля 2017 года забила первый гол за сборную — реализовала пенальти в игре против Андорры.

## Достижения

### Командные
«Голиадор-СШ-11»
- Чемпионка Молдавии (1): 2011
- Обладатель Кубка Молдавии (1): 2011

«Agarista-SS Anenii Noi»
- Чемпионка Молдавии (1): 2018/19
- Обладатель Кубка Молдавии (1): 2018/19

### Личные
- Лучший игрок чемпионата Молдовы по футзалу: 2019